# Ventotene
Ventotene é uma comuna italiana da região do Lácio, província de Latina, com cerca de 739 habitantes. Estende-se por uma área de 1,75 km². É uma ilha no mar Tirreno.

## Demografia
| Variação demográfica do município entre 1861 e 2011                               |
|                                                                                   |
| Fonte: Istituto Nazionale di Statistica (ISTAT) - Elaboração gráfica da Wikipedia |